# Endymion
Endymion je báseň napsaná Johnem Keatsem. Poprvé byla otištěna v roce 1818. Podobně jako mnoho epických básní napsaných v angličtině (včetně překladu Vergilia od Johna Drydena a překladu Homéra od Alexandra Popea) je i Endymion napsán v heroickém dvojverší. Inspirací pro Keatse byla řecká pověst o  Endymionovi, pastýři, do kterého se zamiluje bohyně Měsíce Seléné.